# Seleuș (Daneș)
Seleuș (deutsch Großalisch, sächsisch Grus-Oëlesch, ungarisch Nagyszőllős, Keménynagyszőllős) ist ein Dorf in Siebenbürgen im Kreis Mureș, Rumänien. Es gehört zur Gemeinde Daneș (Dunesdorf).

## Lage
Der Ort liegt etwa in der Mitte von Siebenbürgen in einem nördlichen Seitental der Târnava Mare (Große Kokel), circa acht Kilometer Luftlinie westlich der Stadt Schäßburg.

## Geschichte

Die Großalischer Kirchenburg 1903

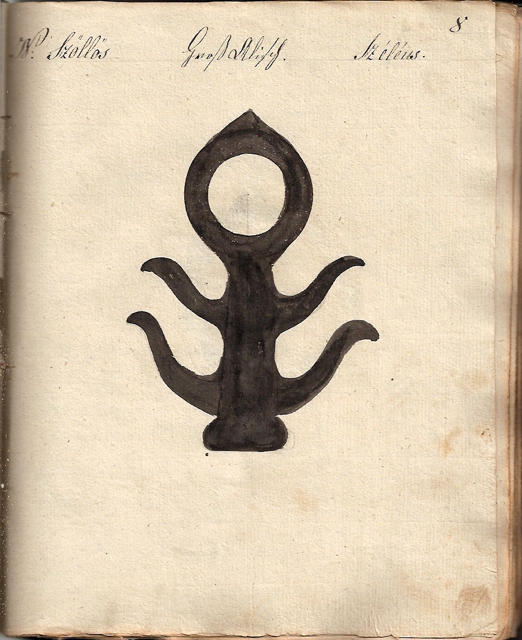

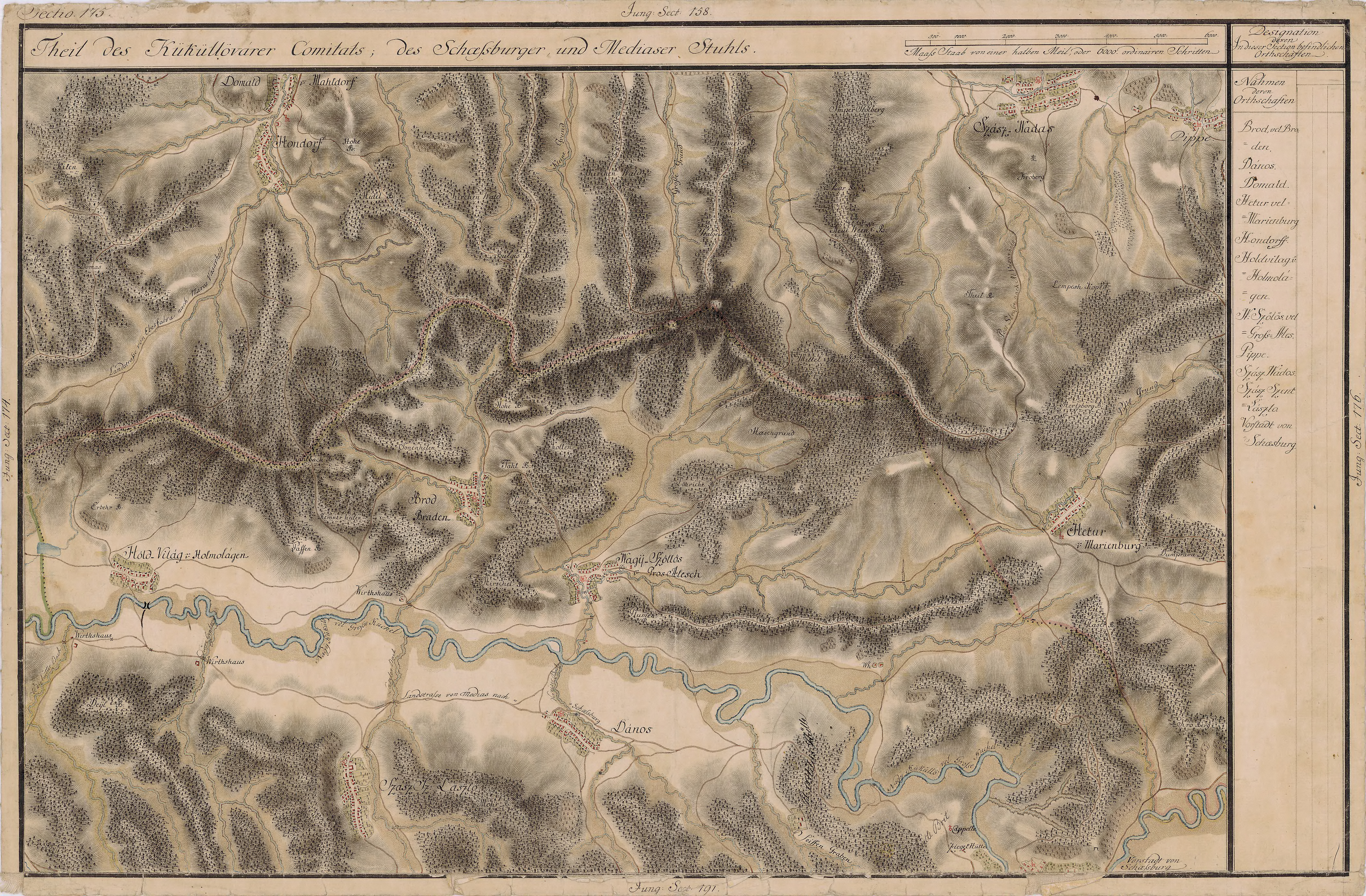
Großalisch in der Josephinischen Landesaufnahme von Siebenbürgen von 1769 bis 1773

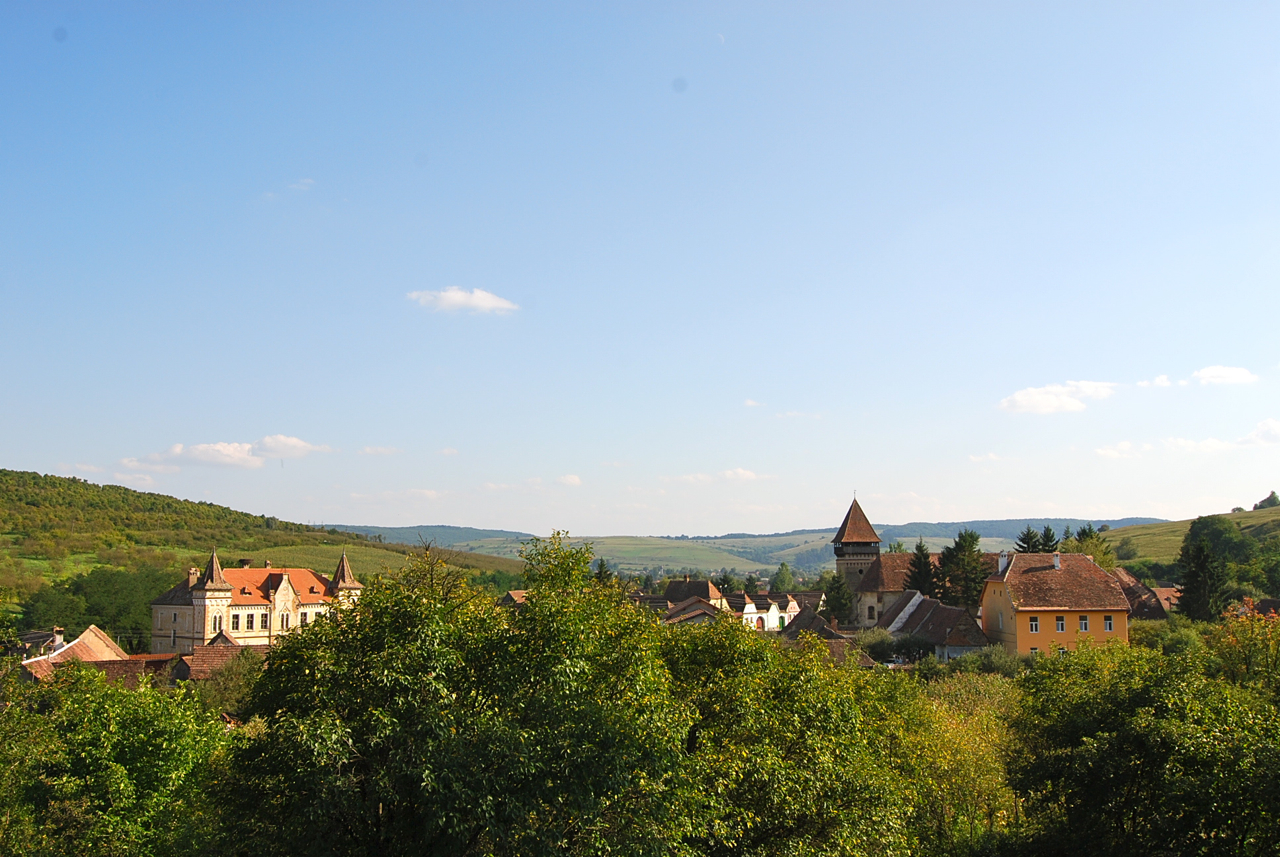
Dorfansicht von Großalisch

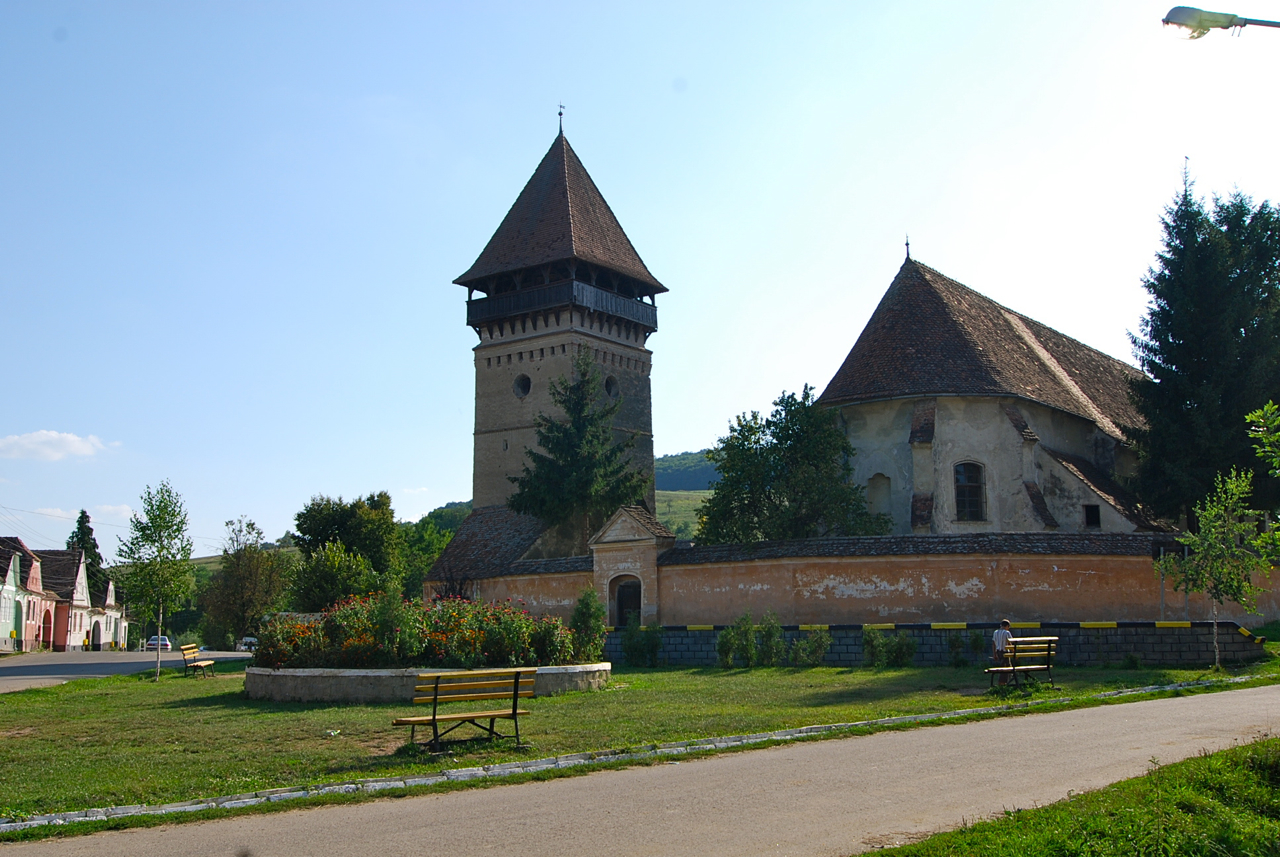
Kirchenburg von Großalisch

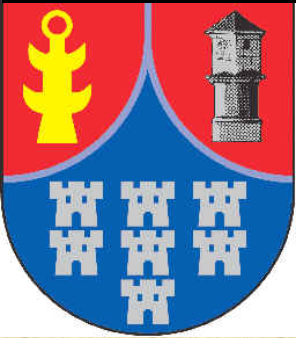
[http://www.gross-alisch.de/wappen.htm Wappen der HOG Großalisch

Die Gründung durch deutsche Siedler (Siebenbürger Sachsen) wird auf den Anfang des 13. Jahrhunderts datiert.
Wie die umliegenden Dörfer, war Großalisch anfangs eine untertänige Besitzung auf Komitatsboden. Aus einer Überlieferung von 1348 geht hervor, dass die Abtei Kolosmonostor (bei Klausenburg) einen Rechtsanspruch auf Großalisch anmeldete. Dieser Anspruch konnte nicht durchgesetzt werden und erlosch. Der Ort blieb fortan im Verwaltungsbereich des Schäßburger Stuhls auf Königsboden.
Die erste urkundliche Erwähnung aus dem Jahr 1348 erfolgte unter dem Namen Scewlews. In anderen Urkunden finden sich auch die Bezeichnungen Ewluesch (1393), Zewiws (1411), Ewlesch (1432), Halws (um 1500), Nagy-Zeuleus (1501), Ewiysz (1526), Gross-alysz (1532), Szölös (1661), Gross-Szölös (1804). Zur Zeit der Zugehörigkeit Siebenbürgens zum Königreich Ungarn bzw. Österreich-Ungarn war der ungarische Ortsname Nagyszőllős bzw. Keménynagyszőllős, ab der Zugehörigkeit zu Rumänien war der amtliche Name Seleușul Mare und heute Seleuș.
- 1476 wurde die Kirche fertiggestellt. Sie ist in gotischer Bauweise teils aus Stein und teils aus Ziegeln errichtet.
- 1488 hatte Großalisch 80 Wirte, eine Mühle, ein wüstes (leerstehendes) Haus sowie drei Hirten. Damit war sie eine der mittelgroßen Landgemeinden des Schäßburger Stuhls.
- Um 1500 wurde erstmals ein Schulgebäude urkundlich erwähnt.
- 1503 wurde die Kirche in eine Wehrkirche umgebaut.
- 1505 vernichtete ein Großbrand die Hälfte der Häuser und Wirtschaftsgebäude.
- 1554 wurde die Gemeinde von einem großen Viehsterben heimgesucht.
- Anfang des 17. Jahrhunderts litt Großalisch sehr unter kriegerischen Auseinandersetzungen. General Giorgio Basta,[3] Moses Székely, Stephan Bocskai, Gabriel Báthory und der walachische Woiwode Michael kämpften um den Besitz des Landes und richteten schwere Verwüstungen an. Die Zahl der Wirte sank innerhalb eines Menschenalters von einst 152 auf 29.
- Mitte des 17. Jahrhunderts tobten die Entscheidungskämpfe zwischen dem Osmanischen Reich und dem Abendland. 1662 verschanzte sich Fürst Apafi, ein Günstling der Osmanen, mit seinen Kämpfern samt 4000 türkischen Kriegern in Schäßburg gegen den von Österreich eingesetzten Gegenfürsten Johann Kemény. Bei Großalisch stießen die beiden Heere aufeinander. In der Schlacht stürzte Fürst Kemény vom Pferd und kam zu Tode, die Keményschen Truppen, die nicht flüchten konnten, wurden niedergemacht. Da die Verlierer keine Zeit zum Plündern hatten und die Türken sich mit der Keményschen Kriegsbeute begnügten, kam das Dorf mit dem Schrecken davon. Zur Erinnerung an die Schlacht wurde auf dem Schlachtfeld – es ist ungewiss wann – ein Türmchen errichtet. 1900 wurde es renoviert und steht, zwar verwittert, auch heute noch.
- 1754 baute die Gemeinde ein Offiziersquartier für die kaiserlichen Besatzungstruppen. 1902 wurde das Gebäude renoviert und als Dorfschänke eingerichtet. Später wurde es zur rumänischen Schule umfunktioniert.
- 1820 wurde die Kirche renoviert und durch einen Anbau verlängert, wodurch sie ihre heutige Gestalt erhielt.
- 1854 wurde anstelle des alten, zu klein gewordenen Schulgebäudes ein neues mit drei Klassenzimmern und einer Lehrerwohnung errichtet.
- 1918 endete der Erste Weltkrieg mit 28 Toten und Vermissten aus der Gemeinde.
- Im Zweiten Weltkrieg hatte Großalisch 80 Tote und Vermisste zu beklagen. 1945 wurden 139 deutsche Personen nach Russland zur Zwangsarbeit deportiert, davon 89 Frauen und 50 Männer. Eine Frau und zwei Männer starben während der Deportation.

## Bevölkerung
Über mehrere Jahrhunderte bestand die Mehrzahl der Einwohnerschaft aus Siebenbürger Sachsen. Erst nach dem Zweiten Weltkrieg gerieten diese in die Minderheit. Nach der Revolution von 1989 wanderten die meisten deutschstämmigen Bewohner aus. Dadurch ging die Einwohnerzahl deutlich zurück. Der Ort wird heute überwiegend von Rumänen und Roma (2002: 451) bewohnt.
| Jahr | Einwohner | davon Deutsche |
| ---- | --------- | -------------- |
| 1910 | 1415      | 1104           |
| 1920 | 1618      | 1182           |
| 1930 | 1532      | 1095           |
| 1941 | 1648      | 1097           |
| 1966 | 1667      | 706            |
| 1977 | 1939      | 741            |
| 1992 | 1569      | 174            |
| 2002 | 1781      | 54             |
| 2011 | 1933      | 54             |

## Sehenswürdigkeiten
- Die historische evangelische Kirche mit Kirchenburg.
- Das Denkmal für Fürst Johann Kemény und die Gefallenen der Schlacht von 1662.